# Бурный (эсминец, 1987)
«Бурный» — 9-й эскадренный миноносец проекта 956 «Сарыч» (код НАТО — «Sovremenny class destroyer»). В составе Тихоокеанского флота ВМФ России, на ремонте.

## История строительства
Заложен на заводе № 190 им. А. А. Жданова 4 ноября 1983 года (строительный № 869), спущен 30 декабря 1986 года. Крёстная мать корабля — Наталья Виноградова. Прошёл заводские ходовые испытания с 27 июля по 15 сентября 1988 года, государственные испытания с 15 сентября по 30 сентября того же года, принят флотом 30 сентября 1988 года, 16 октября 1988 года на корабле был поднят флаг ВМФ СССР, 9 ноября 1988 года эсминец вступил в состав Советского Военно-Морского Флота. На период строительства был включён в состав 13 бригады строящихся и ремонтирующихся кораблей (13 БрСРК) Ленинградской военно-морской базы, на период испытаний включён в состав 76-й бригады ракетных кораблей 12-й дивизии ракетных кораблей с базированием на военно-морскую базу Лиепая.

## Служба
С 13 ноября 1989 года переведён в состав 193 бригады противолодочных кораблей Совгаванской ВМБ Тихоокеанского флота ВМФ СССР. 14 октября 1989 года начал межфлотский переход из Балтийска на Тихоокеанский флот через Суэцкий канал, совершил заходы — 30 октября в Порт-Саид. С 4 по 11 ноября посещал порт Адена (Южный Йемен), с 30 ноября по 7 декабря заходил в Камрань (Вьетнам). За время межфлотского перехода корабль прошёл 12 000 морских миль за 44 ходовых суток. Прибыл в базу 14 декабря 1989 года.
C 14 октября по 14 ноября 1990 года эсминец проходил доковый ремонт на «Дальзаводе» в ПД-77. За 1990 год «Бурный» прошёл 5738 миль.
С 3 января по 20 июля 1991 года корабль нёс боевую службу в Южно-Китайском море с базированием в Камрани, за время боевой службы прошёл 6554,5 морских миль. Всего за 1991 год кораблём было пройдено 8222,3 мили.
28 апреля 1994 года эсминец был зачислен в состав 36 дивизии ракетных кораблей 10-й оперативной эскадры. В течение 1996 года корабль за 27 ходовых суток прошёл 1125 миль, в августе 1998 года принял участие в российско-американских учениях по оказанию помощи в чрезвычайных ситуациях.
С 19 по 23 апреля 1999 года принял участие в сборе-походе Тихоокеанского флота с пуском ракет. В июне 1999 года корабль был отправлен в ремонт на «Дальзавод». 26 сентября 1999 года под флагом вице-адмирала М. Г. Захаренко корабль совместно с «Варягом» совершил выход в море, в октябре в дни празднования 50-летия КНР нанёс визит в Шанхай; вернулся в базу 10 октября.
10 апреля 2000 года в 10 часов утра на корабле при проворачивании был произведён несанкционированный залп из АК-630 в борт БПК «Адмирал Виноградов». В связи с этим планировавшийся 12 апреля визит в Пусан был отложен до осени.
В 2005 году в составе отряда боевых кораблей Тихоокеанского флота участвовал в совместных российско-китайских учениях «Мирная миссия 2005». В этом же году корабль был поставлен на ремонт на ЦС «Дальзавод». Со слов исполнительного директора предприятия, работы на корабле начались лишь в сентябре 2007 года. В феврале 2013 года на петербургском заводе «Киров-Энергомаш» приступили к ремонту деталей ГТЗА с «Бурного», но данный вид ремонта вызвал затруднения, так как на заводе производство лопаток для турбины было уже свёрнуто и специалистов не осталось. 24 октября 2013 руководство ЦС «Дальзавод» сообщило о произведённом ремонте электромеханической установки корабля и о начале модернизации вооружения в 2014 году, после получения технического задания от командования ВМФ. Известно, что до конца 2015 года завод «Киров-Энергомаш» так и не произвёл нужного ремонта ГТЗА. В 2016 году принято решение на продолжение ремонта. На 2019 год продолжается ремонт со сниженным финансированием и со сдвижкой сроков. На 2023 год ремонт остановлен, корабль числится в резерве и вероятно будет списан

## Командиры
В разное время кораблём командовали
- С 22 июля 1987 года — капитан 2-го ранга Шишкин Сергей Сергеевич;
- С 9 октября 1992 года — капитан 2-го ранга Панкратов Александр Борисович;
- С 19 декабря 1994 года — капитан 2-го ранга Самсонов Николай Иванович;
- С июля 2014 года — капитан 1-го ранга Эйсмонт Сергей Владимирович.

## Бортовые номера
В ходе службы эсминец сменил ряд следующих бортовых номеров:
- 1988 год — № 677;
- С апреля 1990 года — № 795;
- 1994 год — № 778.